# Veljko Bulajić
Veljko Bulajić (Vilusi kraj Nikšića, 22. ožujka 1928. – Zagreb, 2. travnja 2024.) bio je crnogorsko-hrvatski filmski redatelj i dobitnik UNESCO-ove nagrade Kalinga za »vrhunsko ostvarenje na području umjetnosti i znanosti«.

## Životopis
Bulajić je djetinjstvo proveo u Sarajevu, kao i dio školovanja. Filmove je snimao u svim republikama bivše Jugoslavije, a već 40 godina živi i radi u Hrvatskoj. Srednju školu Bulajić je završio u Sarajevu. Nakon rata našao je mjesto u Domu JNA u Zagrebu, gdje se družio s mlađim poratnim intelektualcima. Tada se počeo zanimati za kinematografiju, upisao je filmsku režiju u Centro Sperimentale u Rimu. Diplomirao je 1959., asistirao velikim redateljima kao što su Federico Fellini i Vittorio De Sica pa se vratio u bivšu Jugoslaviju.
Redateljsku karijeru započinje kratkim filmovima Kamen i more i Brod lutalica (1953.), a 1959. realizira prvi dugometražni igrani film Vlak bez voznog reda koji je prikazan na filmskom festivalu u Cannesu.
Većinu života proveo je radeći u Hrvatskoj i poznat je prije svega po režiji filmova na temu Drugog svjetskog rata. Prema Hrvatskoj radioteleviziji, njegovi su filmovi dosegli gledanost veću od 500 milijuna gledatelja širom svijeta. Prema Večernjem Listu, Bulajić je režirao četiri najgledanija jugoslavenska filma svih vremena. Usluga streaminga MUBI opisuje Bulajića kao "tvorca epskih blockbustera".
Bulajićev legendarni film Bitka na Neretvi je daleko najskuplji filmski spektakl snimljen u bivšoj Jugoslaviji. U filmu su glumile hollywoodske zvijezde: Orson Welles, Franco Nero, Yul Brynner, Sergei Bondarchuk uz jugoslavenske zvijezde, među njima i: Ljubiša Samardžić, Milena Dravić i Velimir Bata Živojinović. Film bio je nominiran za Oscara u Americi i osvojio je Zlatnu nagradu na filmskom festivalu u Moskvi. Premijerama u Sarajevu i Beverly Hillsu prisustvovali su: Sophia Loren, Ronald Reagan, Josip Broz Tito i drugi. Promotivni poster za film izradio je slavni slikar Pablo Picasso.
Veljko Bulajić je u proljeće 2018. godine dovršio igrani film Bijeg do mora, hrvatsko-crnogorske koprodukcije.

## Filmografija (dugometražni filmovi)
- Vlak bez voznog reda (1959.)
- Rat (1960.)
- Uzavreli grad (1961.)
- Kozara (1962.)
- Skoplje '63 (1964.)
- Pogled u zjenicu sunca (1966.)
- Bitka na Neretvi (1969.)
- Atentat u Sarajevu (1975.)
- Čovjek koga treba ubiti (1979.)
- Visoki napon (1981.)
- Veliki transport (1983.)
- Obećana zemlja (1986.)
- Donator (1989.)
- Libertas (2006.)
- Bijeg do mora (snimljen 2017.; neprikazan)

## Nagrade
- Nagrada Zlatni lav u Veneciji
- Zlatna Nimfa u Monte Carlu
- Nagrade za režiju u San Sebastijanu, Vancouveru, Petrogradu, Leipzigu, New Delhiu i na mnogim drugim festivalima
- 7 Zlatnih Arena za najbolji film na Pulskom filmskom festivalu
- 2009. – Red Danice hrvatske za osobite zasluge u kulturi[7]
- 2009. – Nagrada Vladimir Nazor za životno djelo u području filmske umjetnosti
- 2021. – Zlatni Oktavijan za životni doprinos filmskoj umjetnosti[8]

Veljko Bulajić dobitnik je preko 80 filmskih nagrada među kojima su nagrade međunarodne kritike Cidalc, nagrade Zlatni klas za najbolji film u Valladolidu, te nekoliko nagrada publike. Tri puta bio je član žirija međunarodnog Filmskog festivala u Cannesu, kao i na filmskim festivalima u Moskvi i New Delhiu. Odlukom Festivala mediteranskih zemalja u Rimu Bulajiću je 2013. dodijeljena Nagrada za životno djelo, nakon što je u rimskoj Filmskoj palači prikazan njegov film Libertas o životu i djelu velikog hrvatskog pisca Marina Držića. Nagradu mu je uručio Franco Nero, zvijezda njegove Bitke na Neretvi iz 1969., filma koji je u Jugoslaviji slavljen kao »jedan od najboljih ratnih filmova svih vremena«.

## Vanjske poveznice
- Veljko Bulajić u internetskoj bazi filmova IMDb-u (engl.)
- Veljka Bulajića listu "Vijesti"[neaktivna poveznica] (crn.)